# Francesca da Rimini (személy)
Francesca da Rimini (született Francesca da Polenta; Ravenna, 1259/1260 – Rimini, 1283/1286) ravennai nemes hölgy, Guido da Polentának, Ravenna urának leánya, s talán a Ferrarából a romagnai városba menekült Aldighiero Fontana {1140} leszármazottja.

## Élete
Guido da Polenta, a Da Polenta családbeli, a ravennai signoria fejének leánya, Gianciotto Malatesta condottiero felesége. Férje az öccsével, Paolóval együtt harcolt a Da Polenták oldalán a rivális Traversari család ellen a város feletti uralomért. Gianciotto Rimini urának, Malatesta da Verucchiónak a fia volt. Az esküvőt legalább 1266 óta tervezték már a családok, nem világos, hogy tartós békét teremtendő-e a két nagyúr között, akik között gyakran voltak veszekedések és összetűzések, vagy inkább a Malatesták elismeréseként, akik segítettek Guidót ravennai uralmának megszerzésében. 
Mindenesetre nem szerelmi házasságról volt szó, hiszen 1275-ben, 15-16 éves korában megcsalta Gianciotto Malatestát annak ifjabb fivérével, Paolóval. Francescáról keveset tudni, annyi biztos, hogy Concordia néven lánya született.
Dante Alighieri, az eset egyetlen tanúja és az Isteni színjáték híres története szerint a nő házassága alatt beleszeretett Paolo Malatestába, a sógorába. Titkos szerelemi viszony szövődött kettejük között, amely egyszer kiderült, s a két szerető meggyilkolásához vezetett. Dante elbeszélése szerint (V. ének, 137. vers: „Galeotto volt, aki könyvében meg is írta”), ami miatt a két szerelmes engedett a kísértésnek, az az volt, hogy egy Lancelot és Ginevra szerelmi történetéről szóló regényt olvastak (Artúr király-ciklus), s Ginevra állítólag már szerette Lancelotot, miközben férjhez ment Artúr királyhoz, annak Galeotto (Galehault) udvarmestere közreműködésével. Dante tehát a lovagi költészet implicit kritikáját fejezi ki, amely felelős a kéjes ösztönök felgerjesztéséért (nemcsak az emberek, hanem a könyvek is bűnre vezethetnek).
A legújabb tanulmányok szerint Paolo és Francesca halála 1283 és 1285 között történt, amikor Gianciotto valamivel több mint negyven éves volt, Paolo harminchét és harminckilenc közötti, Francesca huszonhárom és huszonhat közötti.
A „véres drámáról” különböző narratívák is születtek, amelyeket a következő évtizedekben és évszázadokban közöltek. Egyesek, mint Vincenzo Carrari Istoria di Romagna című művében, azt állítják, hogy Gianciotto, miután rajtakapta feleségét és fivérét az ágyban ölelkezve aludván, egyetlen tőrdöféssel átszúrta őket. 
Francesca egyetlen állítólagos portréja már nem létezik, a többi pedig mind kitalált: nővérével, Chiara apácával együtt ábrázolták egy freskón (amelyről Alinari fényképes tanúsága maradt meg), amely a ravennai Porto Fuori Santa Maria-templomot díszítette, s Giovanni Baronzio és Pietro da Rimini készítették. 

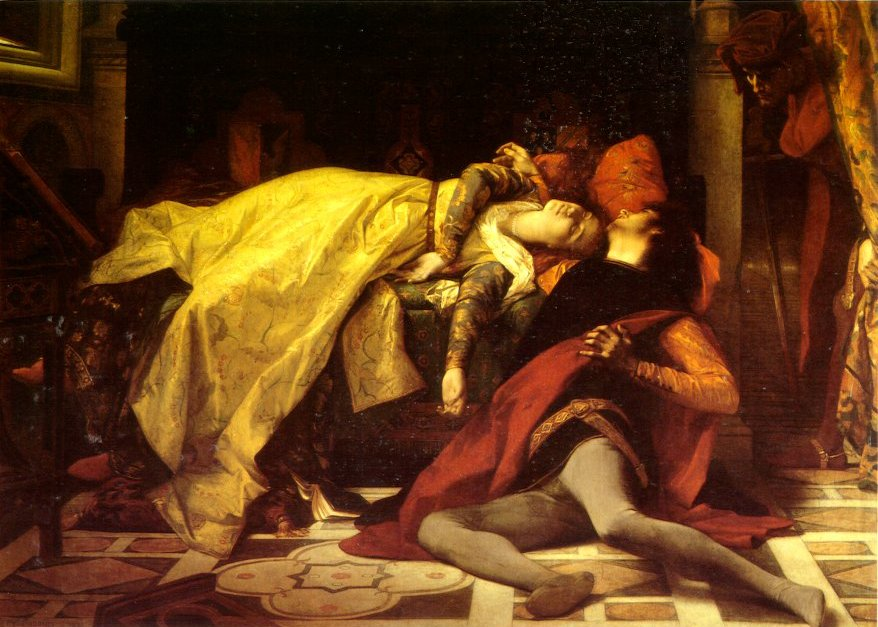
Francesca da Rimini és Paolo Malatesta halála, Alexandre Cabanel (1870) festményén

## Francesca da Rimini a populáris kultúrában

### Színház
- Francesca da Rimini, Silvio Pellico tragédiája (1815)
- Francesca da Rimini, Mario Rapisardi drámai költeménye (1863)
- Francesca da Rimini, Gabriele D'Annunziótól (1901). A próbákat maga D'Annunzio rendezte a Teatro della Pergolában, míg a premierre a római Costanzi színházban került sor. Francesca szerepét Eleonora Duse kapta, aki annak ellenére játszott, hogy nem érezte magáénak a szerepet, és kezdett neheztelni D'Annunzio színházi amatőrizmusára. Színészi játékát Luigi Pirandello „bénultnak” nevezte.
- A La Divina Commedia Opera Musical című színházi műsorban Francesca szerepét Manuela Zanier és Rosy Bonfiglio játszották.

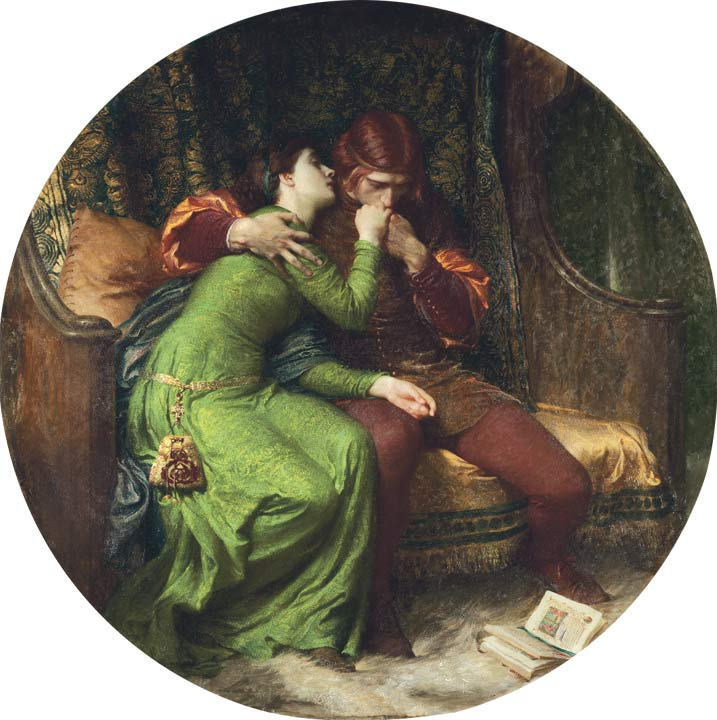
Frank Dicksee: Paolo és Francesca

### Film
- Francesca da Rimini, vagy The Two Brothers rendezte: James Stuart Blackton (1908)
- Francesca da Rimini, rendezte: Blackton (1910)
- Paolo és Francesca, rendezte: Raffaello Matarazzo (1949)

### Zene
- Pjotr Iljics Csajkovszkij: Francesca da Rimini op. 32 (szimfonikus fantázia)
- Sergey Rachmaninov: Francesca da Rimini (opera)
- Ambroise Thomas: „Françoise de Rimini”, opera, Jules Barbier és Michel Carré librettójával, 1862. április 14-én Párizsban mutatták be
- Riccardo Zandonai: Francesca da Rimini (opera Gabriele D’Annunzio azonos című darabja alapján, 1913-ban mutatták be)
- Luigi Mancinelli: Paolo és Francesca (egyfelvonásos opera Arturo Colautti librettójával, bemutatója Bolognában 1907-ben volt)
- Emanuele Borgatta: Francesca da Rimini (melodráma, amely egy árián kívül elveszett)
- New Trolls: Paolo és Francesca (UT album, 1972)
- Murubutu: „Paolo e Francesca” (Infernum album, 2020)
- Saverio Mercadante: „Francesca da Rimini" (1830–31, modern premierje 2016-ban volt)

### Festészet
- Francesca da Rimini és Paolo Malatesta Dante és Vergilius szerint, Ary Scheffer festménysorozata.

### Szobrászat
- Auguste Rodin: A csók című világhírű szobra a két szeretőt ábrázolja.

### Videójátékok
- A Dante's Inferno című, 2010-es dinamikus kalandban Francesca da Rimini azon átkozott lelkek egyike, akiket fel lehet menteni vagy el lehet kárhozni.

## Fordítás
- Ez a szócikk részben vagy egészben  a   Francesca da Rimini című olasz Wikipédia-szócikk ezen változatának fordításán alapul.  Az eredeti cikk szerkesztőit annak laptörténete sorolja fel. Ez a jelzés csupán a megfogalmazás eredetét és a szerzői jogokat jelzi, nem szolgál a cikkben szereplő információk forrásmegjelöléseként.

## Bibliográfia
- Enrico Angiolini: Olaszok életrajzi szótára, vol. 84, Treccani, 2015
- Umberto Bosco és Giovanni Reggio: Az isteni színjáték – Inferno, Le Monnier, Firenze, 1988
- Lea Nissim Rossi: The Malatestas, Nemi, Firenze, 1933
- Vittorio Sermonti: Inferno, Rizzoli, Milánó, 2001
- Mario Tabanelli: L'Aquila da Polenta, Lega, Faenza, 1974
- Franco Quartieri: Francesca és a szelíd szív, „Elemzés és paradoxonok a vígjátékról és környezetéről", 141 o, Longo szerkesztő, Ravenna, 2006, {{ISBN 88-8063-501-8}}
- Anna Maria Chiavacci Leonardi: Az isteni színjáték kommentárja. Inferno, Mondadori, Milánó, 1991, IV. szerk. 2003, 133–169. o.